# 阿莱西奥·菲加利
阿莱西奥·菲加利（義大利語：Alessio Figalli，義大利語：[figali]，1984年2月—），意大利数学家，其工作主要是关于变分法和偏微分方程。
他于2012年获得欧洲数学会奖，在2015年获得斯坦帕祭亚奖章，2017年获得费尔特里内利奖。并曾在2014年国际数学家大会作受邀发言。
2018年获得菲爾茲獎。

## 生平
菲加利于2006年获比萨高等师范学校硕士学位，2007年分别在路易吉·安布罗西奥和赛德里克·维拉尼指导下获得比萨高等师范学校和里昂高等师范学校的博士学位。同年，他被任命为法國國家科學研究中心研究员。2008年，他成为巴黎综合理工学院阿达玛教授。2009年，他移师德克薩斯州大學奧斯汀分校，成为助理教授，并在2011年成为正教授。2013年成为R.L.摩尔讲席教授。自2016年起他还担苏黎世联邦理工学院的讲席教授。

## 工作
菲加利致力于最优运输理论的研究，特别是最优运输地图的规律性理论及其与Monge-Ampère方程的联系。在他在这个方向上获得的成果中，突出了Monge-Ampère方程的解的二阶导数的重要的更高的可积性，以及Monge-Ampère型方程的部分规则性结果，二者都是他于Guido de Philippis一起证明的。他利用最优传输技术得到了各向异性等周不等式的改进版本，并获得了关于函数和几何不等式稳定性的其他几个重要结果。特别是，与Francesco Maggi和Aldo Pratelli一起，他得出了各向异性等周不等式的一个精确定量版本。然后，在与Eric Carlen的合作中，他解决了一些Gagliardo-Nirenberg的稳定性分析和对数Hardy-Littlewood-Sobolev不等式，以获得临界质量Keller-Segel方程的定量收敛速度。他还研究了Hamilton-Jacobi方程及其与弱Kolmogorov-Arnold-Moser理论的联系。在与Gonzalo Contreras和Ludovic Rifford的一篇论文中，他证明了Aubry在紧凑曲面上的总体双曲性。此外，他还对Di Perna-Lions的理论做出了一些贡献，将其应用于理解具有非常粗糙潜力的薛定谔方程的半经典极限，并研究了Vlasov–Poisson方程的弱解的拉格朗日结构。